# Les Gobelins (metropolitana di Parigi)
Les Gobelins è una stazione della metropolitana di Parigi sulla linea 7, sita alla confluenza fra il V e il XIII arrondissement.

## La stazione
Venne inaugurata il 15 febbraio 1930 allorché venne prolungata la linea 10 fino a Place d'Italie. Successivamente vi venne istradata la linea 7.

### Storia
La stazione prese il nome dalla storica Manifattura dei Gobelins fondata nel XV secolo sulle rive del fiume Bièvre.

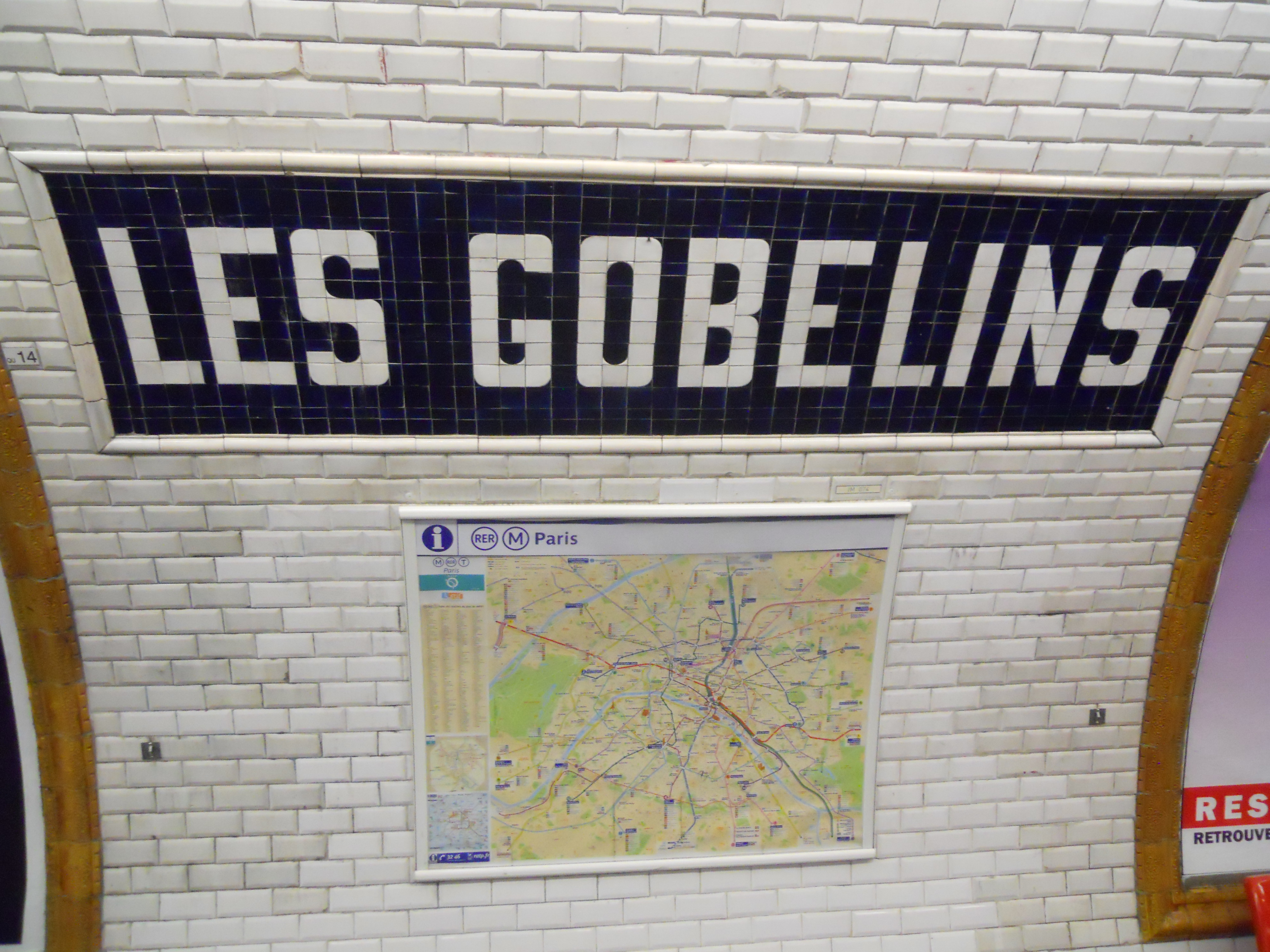
Insegna interna Metro Parigi - Stazione Les Gobelins

Essa è ubicata all'incrocio di quattro grandi arterie parigine: l'Avenue des Gobelins, il Boulevard Saint Marcel, il Boulevard Arago ed il Boulevard de Port-Royal.

## Interconnessioni
- Bus RATP - 27, 47, 83, 91
- Noctilien - N01, N02, N15, N22